# Ricardo Alonso González
Ricardo Alonso González (San José, 6 maart 1974) is een voormalig voetballer uit Costa Rica, die speelde als doelman. Hij beëindigde zijn loopbaan in eigen land bij Belén. Met LD Alajuelense won hij zes keer de Costa Ricaanse landstitel.

## Interlandcarrière
González, bijgenaamd El Gallo, kwam in totaal 44 keer uit voor de nationale ploeg van Costa Rica in de periode 1995–2009. Onder leiding van bondscoach Toribio Rojas maakte hij zijn debuut op 27 september 1995 in de vriendschappelijke uitwedstrijd tegen Jamaica (2-0).